# Anenská Ves
Anenská Ves (németül: Annadorf) Krajková településrésze Csehországban a Karlovy Vary-i kerület Sokolovi járásában. Központi községétől 1,5 km-re délkeletre fekszik. A 2001-es népszámlálási adatok szerint 19 lakóháza és 29 lakosa van.